# Botrytis

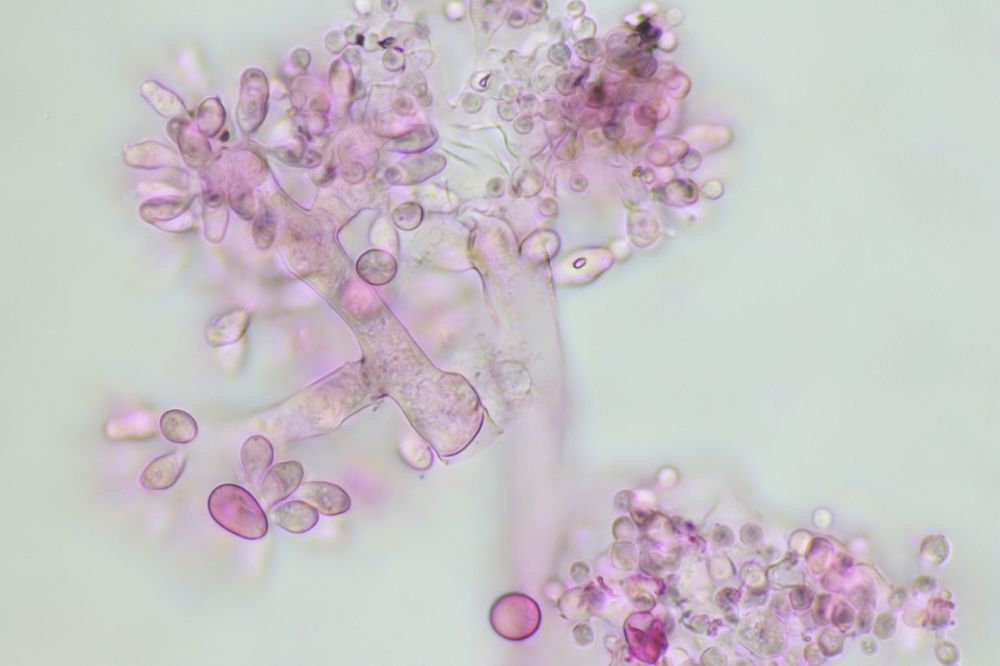
Schneeglöckchen-Grauschimmel (Botrytis galanthina) auf Elwes-Schneeglöckchen, gefärbt

Botrytis (Syn.: Botryotinia) ist eine kosmopolitische Gattung der Schlauchpilze (Ascomycota). Sie gehört zu der Formklasse der Fungi imperfecti, die Vermehrung erfolgt durch asexuell gebildete Sporen (Konidien) oder rein vegetativ. Alle Arten sind bedeutende Pflanzenschädlinge, ein besonders bekannter Vertreter ist die Grauschimmelfäule (Botrytis cinerea) mit einem sehr großen Wirtspflanzenkreis.

## Beschreibung
Das Myzel ist gräulich oder bräunlich. Die Träger der Konidien sind septiert und mehr oder weniger verzweigt. Die Sporen sitzen an den Zweigenden.
Einige Arten bilden in oder an Pflanzenteilen schwarze, innen weiße Sklerotien aus, aus denen dann ein gestielter, kelch-, becher- oder schüsselförmiger, Apothecium genannter Fruchtkörper entspringt. Hier werden die Ascosporen ausgebildet.

## Ökologie
Alle Botrytis-Arten leben als Parasiten, dabei induzieren sie die Apoptose der befallenen Zellen im befallenen Gewebe der infizierten Pflanzen. Dies führt zum fortschreitenden Zerfall des Gewebes (Fäule).
Einige Arten können sich sexuell fortpflanzen, andere Arten haben diese Fähigkeit verloren. Die Konidien werden über den Wind verbreitet. Die Pilze überwintern als Mycel im Boden innerhalb der faulenden Pflanze, oder bei den Arten mit generativer Vermehrung als Sklerotien.

## Systematik
Die Gattung Botrytis wird zur Familie der Sklerotienbecherlingsverwandten (Sclerotiniaceae) gezählt, nah verwandte Gattungen sind Sclerotinia und die Fruchtbecherchen (Monilinia).
Zu der Gattung gehören bislang 22 Arten und eine natürliche Hybride. Die teleomorphen Arten mit geschlechtlicher Fortpflanzung werden mitunter auch in eine eigene Gattung Botryotinia Whetzel ausgegliedert. Die ursprünglich nur für die Anamorphen geltende Bezeichnung Botrytis hat sich aber inzwischen für beide Formen weitgehend durchgesetzt.

## Botrytis und der Mensch
Pilze der Gattung Botrytis sind bedeutende Phytopathogene, die hohen Schaden an vielen wichtigen Agrarerzeugnissen verursachen. Sie werden häufig chemisch, zum Beispiel mit Pyrimethanil, Fludioxonil, Cyprodinil oder Fenhexamid bekämpft. 

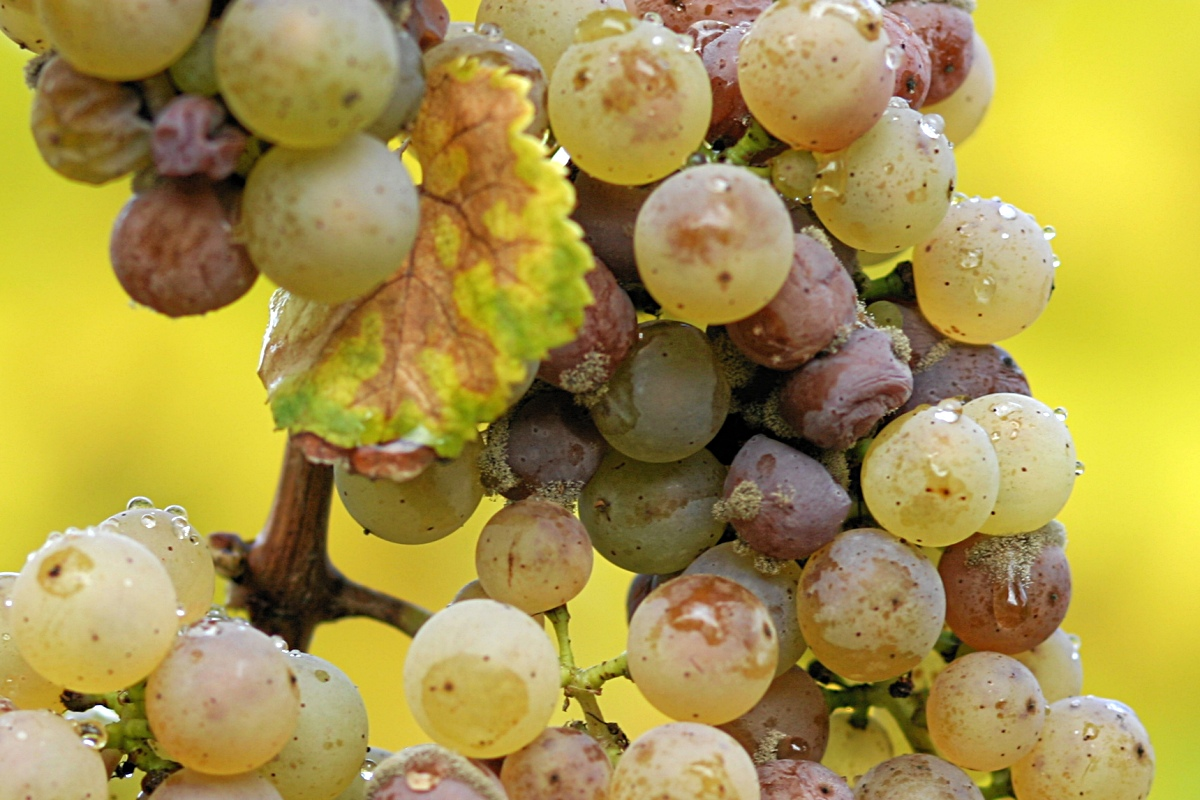
Von Botrytis Cinera befallene Riesling Traube.

Unter bestimmten Umständen kann die Grauschimmelfäule (Botrytis cinerea) die Qualität von Wein erheblich steigern. Früher Befall im Sommer verdirbt die Ernte, dann spricht man von Rohfäule. Ein Befall auf vollreifen Trauben kurz vor der Ernte kann zu einer Qualitätssteigerung führen: Dann spricht man von Edelfäule. 
Für die menschliche Gesundheit stellt Botrytis vor allem durch sein hohes allergenes Potential eine Gefährdung dar. Die Gattung zählt zu den bedeutendsten Allergenen unter den Schimmelpilzen.
| Art | Wirtspflanzen                                               |
| --- | ----------------------------------------------------------- |
| Grauschimmelfäule Botrytis cinerea Pers. (Syn.: Botrytis fuckeliana (de Bary) Whetzel)                     | mehr als 235 Pflanzenarten                                  |
| Schokoladenflecken Botrytis fabae Sardiña                                                                  | Wicken (Vicia), Erbsen (Pisum), Linsen (Lens) und Phaseolus |
| Sumpfdotterblumen-Becherling Botrytis calthae Hennebert                                                    | Sumpfdotterblume (Caltha palustris)                         |
| Hahnenfuss-Sklerotienbecherling Botrytis ranunculi Hennebert                                               | Hahnenfuß (Ranunculus)                                      |
| Scharbockskraut-Sklerotienbecherling Botrytis ficariarum Hennebert                                         | Frühlings-Scharbockskraut (Ficaria verna)                   |
| Botrytis pelargonii Roed                                                                                   | Pelargonien (Pelargonium)                                   |
| Päoniengrauschimmel Botrytis paeoniae Oud.                                                                 | Pfingstrosen (Paeonia)                                      |
| Botrytis hyacinthi Westerd. & Beyma                                                                        | Hyazinthen (Hyacinthus)                                     |
| Tulpenwelke Botrytis tulipae Lind                                                                          | Tulpen (Tulipa)                                             |
| Botrytis elliptica (Berk.) Cooke                                                                           | Lilien (Lilium)                                             |
| Botrytis squamosa Walker                                                                                   | Zwiebel (Allium cepa)                                       |
| Botrytis aclada (Fresen.) Yohalem                                                                          | Zwiebeln (Allium)                                           |
| Zwiebelgraufäule Botrytis x allii (Munn) Yohalem, Natürliche Hybride: Botrytis byssoidea × Botrytis aclada | Zwiebeln (Allium)                                           |
| Botrytis byssoidea Walker                                                                                  | Zwiebeln (Allium)                                           |
| Botrytis globosa Raabe                                                                                     | Bärlauch (Allium ursinum)                                   |
| Botrytis porri Buchw.                                                                                      | Zwiebeln (Allium)                                           |
| Botrytis sphaerosperma Buchw.                                                                              | Glöckchen-Lauch (Allium triquetrum)                         |
| Botrytis narcissicola Kleb. ex Westerd. & Beyma                                                            | Narzissen (Narcissus)                                       |
| Botrytis polyblastis Dowson                                                                                | Narzissen (Narcissus)                                       |
| Schneeglöckchen-Grauschimmel Botrytis galanthina (Berk. & Br.) Sacc.                                       | Schneeglöckchen (Galanthus)                                 |
| Botrytis convoluta Whetzel & Drayton                                                                       | Schwertlilien (Iris)                                        |
| Botrytis croci Cooke & Massee                                                                              | Krokusse (Crocus)                                           |
| Weichfäule Botrytis gladiolorum Timm. (Syn.: Botrytis draytonii Budd. & Wakef.)                            | Gladiolen (Gladiolus)                                       |